# Babusjkin
Babusjkin (russisk: Ба́бушкин, tr. Bábusjkin; før 1941 Mysovsk russisk: Мысовск) er en by i Republikken Burjatien i det Sibiriske føderale distrikt i Den Russiske Føderation. Byen har 4.225 (2024) indbyggere. 
Babusjkin ligger på sydkysten af Bajkalsøen og er station på den transsibiriske jernbane. Den blev grundlagt i 1892 som poststationen Mysovaja (russisk: Мысовая) og fik bystatus under navnet Mysovsk (russisk: Мысовск) i 1902. 